# 卡本縣 (賓夕法尼亞州)
卡本縣（英語：Carbon County）是美国宾夕法尼亚州東部的一個縣。面積1,003平方公里。根據2020年美國人口普查，共有人口64,749人。縣治吉姆索普。該縣成立於1843年3月13日，縣名是英语「煤」的意思，指的是當地的煤礦。